# Google Coral
Google Coral（グーグル コーラル）とはGoogleが開発、販売するローカルAIプラットフォームのブランド。

## 概要
テンソル・プロセッシング・ユニットであるEdge TPUを備える。アクセラレータとして既存のPCと接続して利用する事も可能。システムオンモジュール:SoMで迅速に機械学習推論アプリケーションを試作可能。

## 種類
用途に応じて複数の機種がある。
- Coral Dev Board - 主に組み込み用の開発者向けのシングルボードコンピュータ。スタンドアローンで機能する[2]。
- Edge TPU USB Accelerator - アクセラレータとしてUSBでPCと接続して利用する。